# 만노정 (폐지)
만노정(일본어: 満濃町)은 일본 가가와현에 있던 정이며, 나카타도군에 속했다. 현존하는 만노정(まんのう町)은 히라가나와 한자가 다르다. 2006년 3월 20일, 고토나미정(琴南町), 주난정(仲南町)이 합병(신설 합병)해 만노정(まんのう町)과 합병해 만노정이 되었다.

## 지리
가가와현 남서부 사누키산맥의 북쪽 기슭에 위치하며 크고 작은 500여 개 때문에 연못을 가진 농업 마을이다.일본 제일이기 때문에 연못인 만노 연못을 동네에 갖는다.

## 역사
- 1955년 4월 1일 - 나가타도군 요시노촌, 간노촌, 시조촌이 합병해 만노정이 성립하였다.
- 1955년 7월 1일 - 다카시노촌을 편입하였다.
- 1956년 9월 30일 - 아야우타군 나가스미촌을 편입하였다.
- 2006년 3월 20일 - 고토나미정, 주난정과 합병해 만노정이 신설되어 소멸하였다.

## 교통

### 철도
- 다카마쓰코토히라 전기 철도 고토히라 선

### 도로
- 국도 제32호선
- 국도 제438호선 (일본)(일본어판)

## 참고 문헌
- 角川日本地名大辞典編纂委員会, 『角川日本地名大辞典 43 香川県』, 1985, 角川書店